# Nemocnice Neratovice
Nemocnice Neratovice je nestátní zdravotnické zařízení v Neratovicích, v ulici Alšova 462.
Od roku 2011 je součástí nemocnice i babybox.

## Historie
Nemocnice byla zprovozněna v roce 1994. V roce 1995 byl zahájen provoz lůžkové části oddělení.
V únoru 2008 bylo v nemocnici otevřeno pracoviště OCHRIP (Oddělení následné intenzivní péče. Tehdejší ředitel nemocnice Jiří Vlček řekl, že celkové náklady činily osm milionů korun. Nové pracoviště spadalo pod Anesteziologicko-resuscitační oddělení, jehož primářem byl Viktor Dibusz.
V průzkumu Nemocnice ČR 2008 se v žebříčku nemocnic umístila neratovická nemocnicemi na 2. místě ve Středočeském kraji a celkově na 11. místě v České republice.
Od 12. září 2011 je v nemocnici umístěn 45. babybox v Česku. Zařízení uvedl do provozu MUDr. Ivo Jokl, tehdejší ředitel nemocnice, spolu s duchovním otcem a propagátorem českých babyboxů Ludvíkem Hessem.
Až do konce roku 2024 byla nemocnice provozována společností Almeda a.s. (patřící do skupiny Vamed Mediterra). 26. září skupina oznámila, že v Neratovicích končí a od 1. ledna 2025 přesouvá zdravotnické služby z neratovické nemocnice do Mělníka, kde provozuje nemocnici ve vlastních prostorách. Od 19. 12. 2024 byl přesunut veškerý provoz z nemocnice Neratovice do nemocnice Mělník.
30. září 2024  bylo na mimořádném zasedání neratovických zastupitelů rozhodnuto o změně provozovatele na společnost Orthomed. Změnou pronajimatele se zvýšila částka za pronájem z 4,25 milionu na 10 milionů ročně.
Po změně provozovatele v roce 2025 odmítla dát VZP smlouvy několika doktorům specialistům pro otevření odborných ambulancí. Pacienti tak nemohli ve městě bezplatně například na rentgen.

## Poloha
Nemocnice se nachází v ulici Alšova č. 462, v blízkosti železniční stanice Neratovice sídliště. Nedaleko je i budova Polikliniky Neratovice (otevřené v roce 2025) a budovy záchranné služby. Nedaleko je i kamenný nápis MILUJI nebo restaurace Mexikano.